# A.M.A. La Academia
A.M.A la academia es una telenovela Colombiana de drama y romance creada por RCN Televisión en 2003. esta protagonizada por Rossana Fernández-Maldonado, María Cecilia Botero, Heidy Bermúdez y Julio Sánchez Cóccaro.

## Sinopsis
En esta historia los verdaderos protagonistas son la música, la danza y las artes escénicas que se conjugan en la Academia Metropolitana de Arte, a través de un grupo de muchachos llegados de todos los rincones del país para convertirse en los mejores en el difícil mundo artístico.
Gregorio, el joven que tiene convencido a su familia de que estudia medicina y no actuación; Kike, quien desea ser el sucesor de Alejo Durán; Manuela, la cantante rebelde sin causa pero con talento.
Natalia, la bailarina de pocos escrúpulos; César, el músico ciego que puede ver más allá de lo evidente; Solanyi, quien confunde con su inocencia y desparpajo; Catherine, obligada por su familia a entrar al mundo del espectáculo y Daniel, el Don Juan de jóvenes y maduras, son los alumnos que darán verdaderas lecciones de vida con sus experiencias.
Sin embargo, el futuro profesional de estos muchachos parece estar en la cuerda floja debido a los cambios administrativos y la grave crisis económica que atraviesa la Academia que durante cuatro décadas estuvo bajo la dirección del maestro Rodrigo Giraldo, que al morir debe tomar el cargo su hija Victoria, una diva de la televisión que atraviesa su mejor momento profesional.
Esta decisión obstaculiza los planes de Matilde Vargas, la secretaria académica que durante años ha estado llevando una doble contabilidad y apropiándose de los recursos a través de una cuenta bancaria en el exterior sin levantar sospechas. 
Tampoco es una buena noticia para Eduardo Lecompte, el esposo de Victoria y quien veía en ella el mejor pasaporte al Jet Set criollo. Junto a Matilde intentará hundir a Victoria y entorpecer todos sus planes para sacar adelante a la A.M.A.
La renuncia a su vida profesional, el divorcio, el reencuentro con un viejo amor, el descubrimiento de la drogadicción de su hijo y los innumerables problemas de los jóvenes estudiantes obligarán a Victoria a sacar fuerzas de su flaqueza... aunque el éxito no siempre está asegurado.

## Elenco
- Rossana Fernández-Maldonado es Manuela.
- María Cecilia Botero es Victoria Giraldo.
- Marcos Gómez es Kike.
- Heidy Bermúdez es Catherine.
- Gabriel Ochoa es Daniel.
- Juan Sebastián Caicedo es Juan Camilo Lecompte
- Julio Sánchez Cóccaro es Porfirio
- Lucero Gómez es Doña Anita
- Milena Arango  es Luisa
- Felipe Calero es Gregorio.
- Vicky Rodríguez es Solanyi.
- Pepe Sánchez es Rodrigo Giraldo.
- Luis Alfredo Velasco es Sergio Arrieta.
- Ana Mazhari es Matilde.
- Jorge Arturo Pérez es Nacho.
- Jorge López es Guillermo Iriarte.
- Ana Cristina Botero Esther.
- Edison Ramírez es Chepe.
- César Escola es Eduardo Lecompte
- Johanna Caicedo es Natalia.
- Mateo Stivel es César.
- Luis Fernando Orozco es El Maestro Boris.
- Yanira Félix es Pilar.
- Adriana Campos  es Ilse.
- Ana María Jaraba es Paula.
- Luis Fernando Bohórquez es Andrés.

## Cancelación
La serie no tuvo muy buena acogida y fue cancelada antes de los 30 capítulos en Colombia.